# Poblat ibèric del Xarpolar
El poblat ibèric del Xarpolar (segles IV-I aC) es localitza en el terme municipal de la Vall de Gallinera (Marina Alta) en una de les muntanyes situades entre les valls de la Gallinera i d'Alcalá, proper al caseriu de Benissili, a 900 m sobre el nivell del mar. Va ser descobert en 1928 per F. Ponsell.
Aquest poblat ibèric està situat en un ampli altiplà, delimitat per restes de muralla. Fins avui no s'ha realitzat cap excavació sistemàtica del lloc.
Les ceràmiques són d'època ibèrica, amb decoració geomètrica i amb figures d'estil San Miguel de Llíria. També s'ha identificat ceràmica grega de vernís negre.